# Den Vergulden Toelast
Den Vergulden Toelast was de vroegere naam van het monumentale pand aan de Wijdstraat 26 in de Nederlandse stad Gouda.
Vanwege de naam van het pand, een toelast is een groot wijnvat, wordt verondersteld dat er oorspronkelijk een herberg was gevestigd op de hoek van de Wijdstraat en de Kerksteeg. De naam Den Vergulden Toelast werd al in de 17e eeuw gebruikt, toen de koopman Bartholomeus Verrijs het pand in eigendom verwierf. In de 16e eeuw stond het pand bekend als De Griffioen of De Gouden (Gulden) Griffioen. Sindsdien heeft het pand meerdere bestemmingen gehad. In het begin van de 20e eeuw had Van Gend & Loos er een expeditiekantoor. In de loop van de 20e eeuw kreeg het pand een horecafunctie. Voor er een pizzeria werd gevestigd waren er een Chinees- en een Chinees-Indisch restaurant in het pand ondergebracht.
Het pand heeft een gepleisterde lijstgevel uit de 19e eeuw. De zijgevel in de Kerksteeg heeft een overkraagde verdieping die rust op consoles.
In 1980 werd het pand gerestaureerd. Tot die tijd was niet bekend dat achter de pleisterlaag een gotisch houtskelet schuilging. Bij de restauratiewerkzaamheden werd het houtskelet aangetroffen. Het pand is erkend als een rijksmonument.

## Zie ook

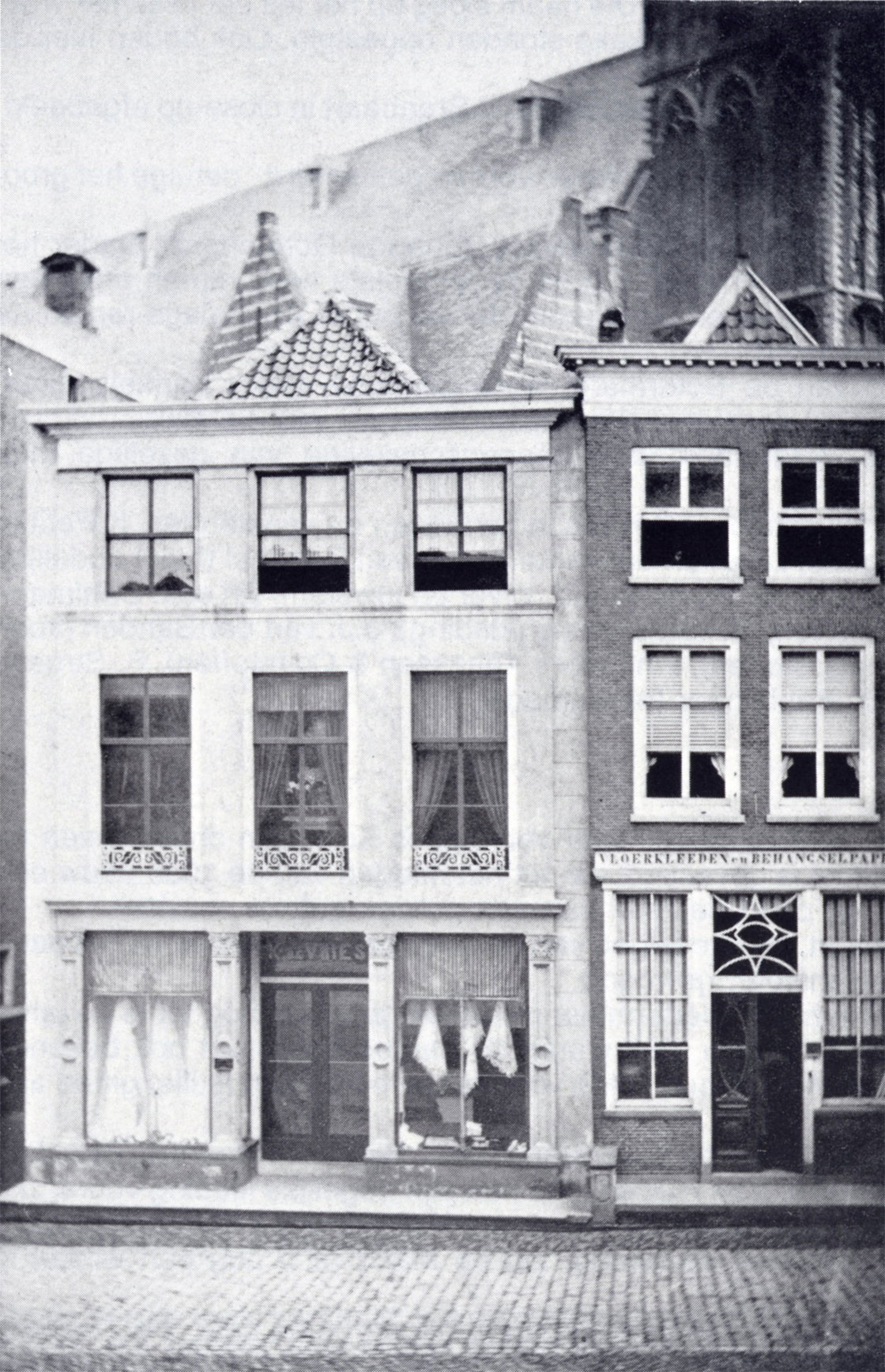
Het pand omstreeks 1867 gefotografeerd door Jérôme Henri Kiebert (1843-1889)